# Hydrosaurus amboinensis
Hydrosaurus amboinensis là một loài thằn lằn trong họ Agamidae. Loài này được Schlosser mô tả khoa học đầu tiên năm 1768.

## Hình ảnh

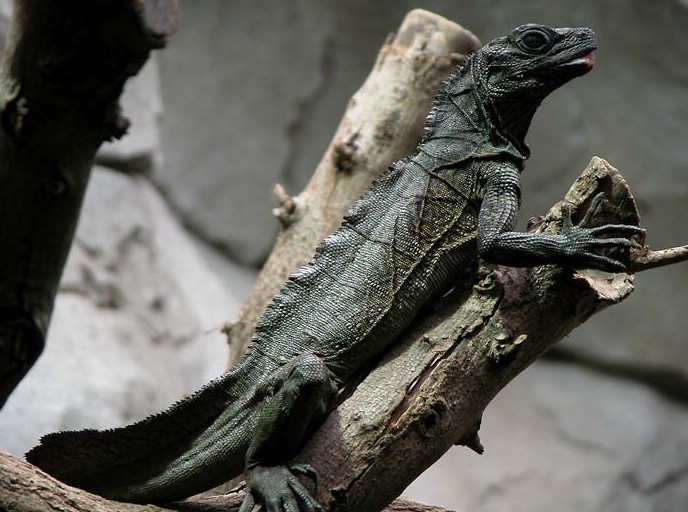
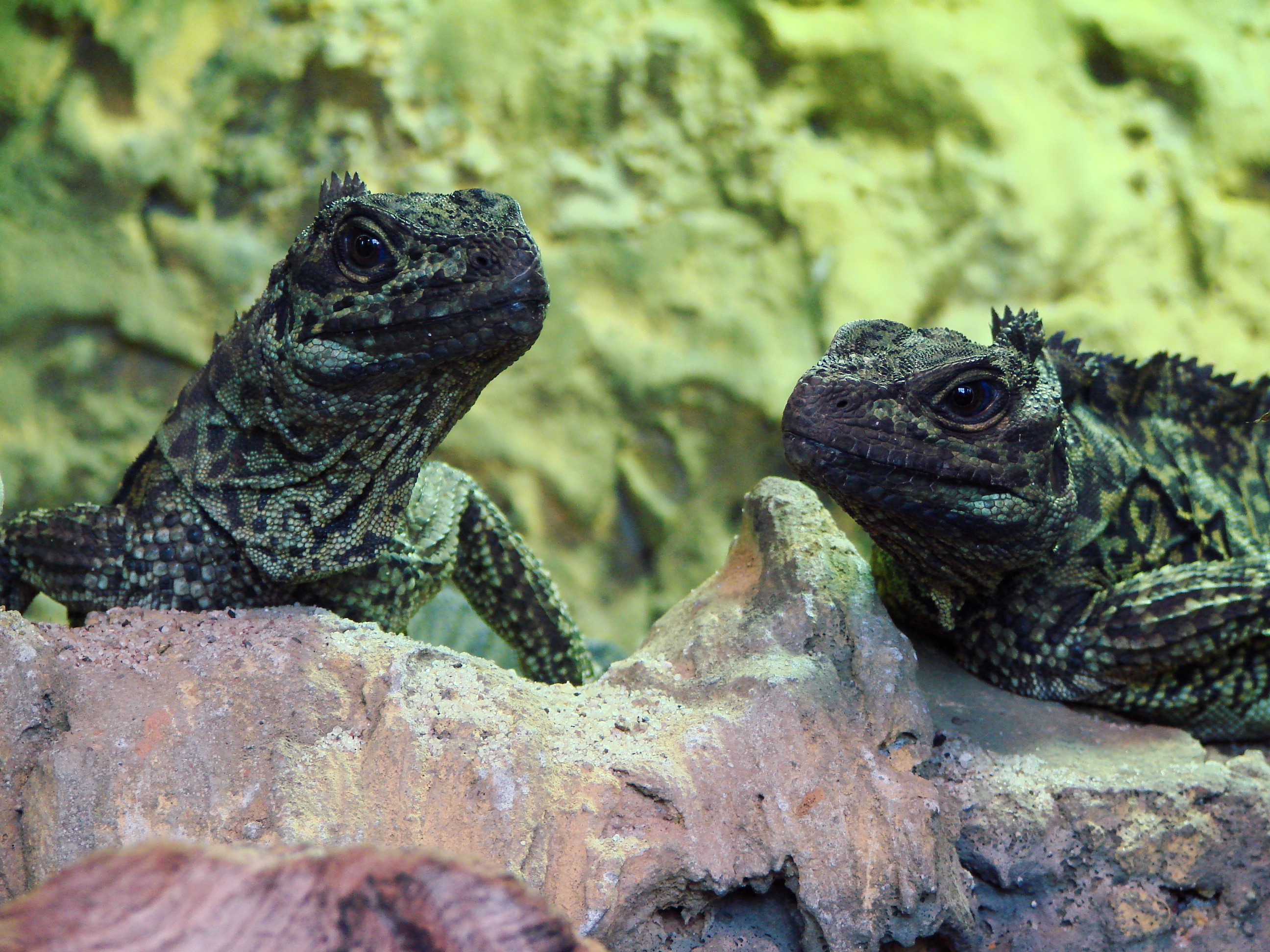
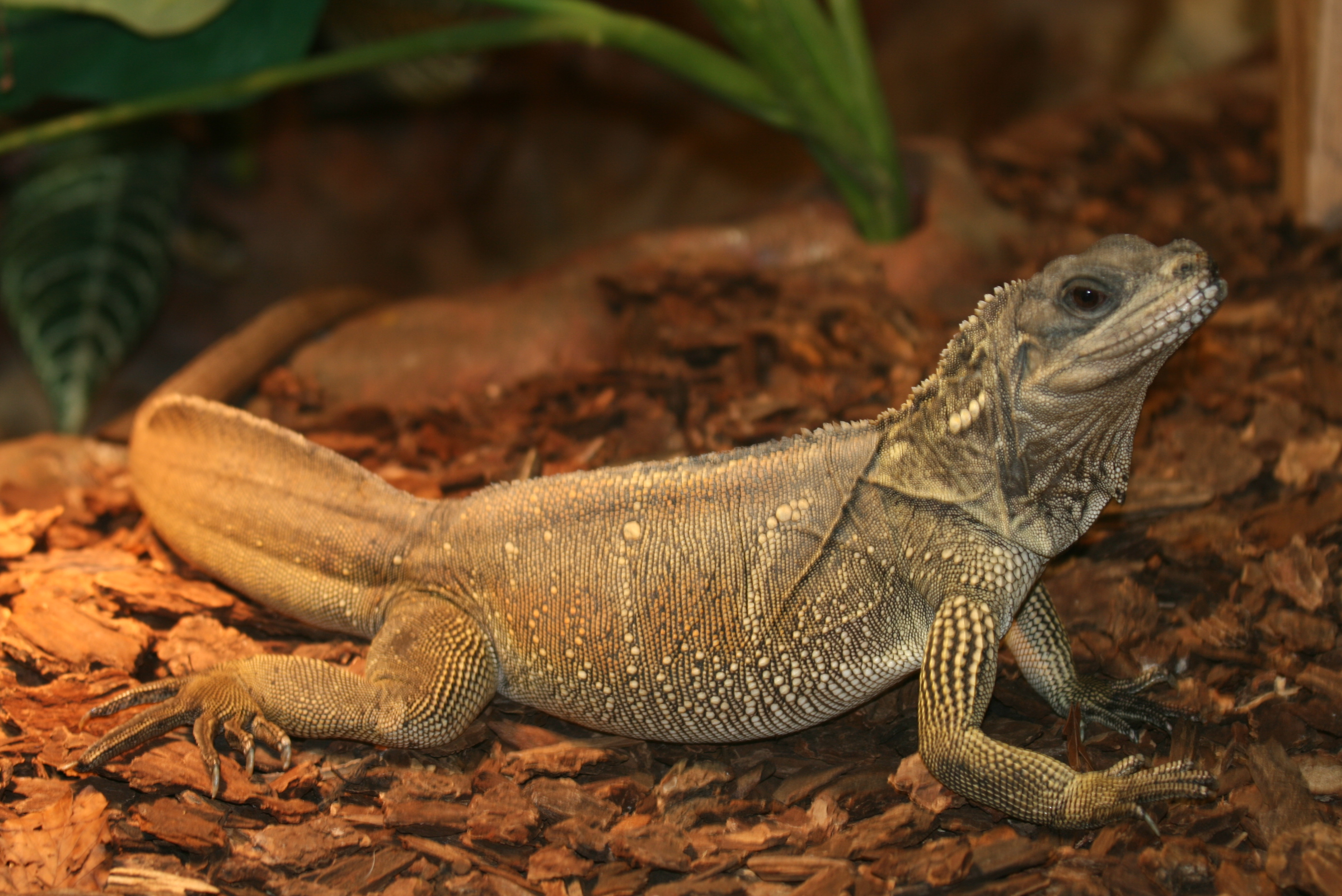